# Sant Miquel de Rubió de Baix
Sant Miquel de Rubió de Baix és una església del municipi de Foradada (Noguera) protegida com a bé cultural d'interès local. L'església de Sant Miquel està situada a la part baixa del poble actualment deshabitat de Rubió de Baix, en el vessant de llevant del tossal del castell i sobre el pendent que baixa cap al barranc del Salí.

## Descripció
Es tracta d'un edifici aïllat, fonamentat directament sobre la roca, que consisteix en una església de planta rectangular, d'una sola nau, de teulada a doble vessant amb el carener longitudinal, de capçalera recta, i orientada de nord-est a sud-oest seguint les corbes de nivell, amb la façana principal a ponent rematada amb una espadanya de dos ulls d'arc de mig punt.
L'aparell constructiu varia segons els trams, circumstància que pot indicar que es tracta d'una construcció feta a partir d'un edifici anterior (tal vegada la parròquia de Santa Maria de Rubió de Sòls, documentada des de finals del segle xiii) o bé un canvi en la tècnica constructiva. En tot cas, la part baixa de la façana principal està feta a partir de carreus de gres ben escairats lligats amb morter de calç. La porta, d'arc de mig punt de dovelles i amb la data de 1829 a les dues dovelles centrals, està feta amb el mateix tipus d'aparell, però, a partir de mitja alçada de la porta, els carreus esdevenen de mida més petita i a penes desbastats. A mitja alçada de la façana fins l'espadanya l'aparell és de maçoneria de morter amb pedres irregulars (gresos i calcàries). L'espadanya torna a tenir carreus ben escairats de gres i aparell de carreuons irregulars al coronament triangular.

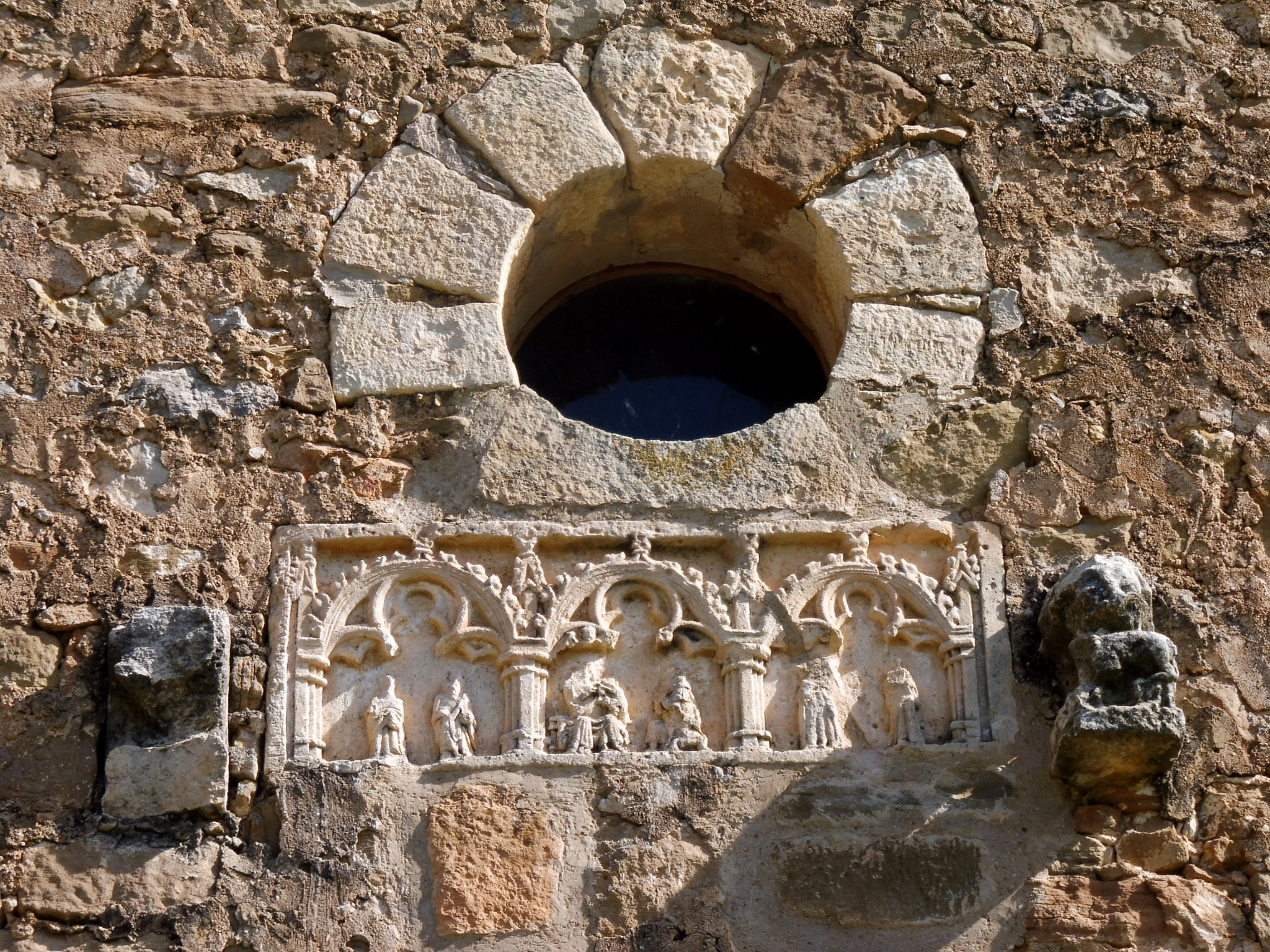
Detall de l'ull de bou i el sarcòfag gòtic

Al centre d'aquesta façana s'obre un rosetó emmarcat per pedra calcària blanquinosa que contrasta amb el color bru de la resta del pany de mur. A sota del rosetó hi ha encastat un lateral de sarcòfag gòtic (amb decoracions en baix relleu que representen tres arcs lobulats trevolats i diverses figures humanes molt erosionades) i a cada banda una cartel·la decorada, la de l'esquerra molt malmesa. Aquests elements haurien pertangut al primer temple i haurien estat integrats a la façana quan es va bastir l'edifici actual el 1829.
La resta de les façanes mostren una heterogeneïtat constructiva similar, amb panys de carreuons irregulars combinats amb maçoneria de morter i alguns trams arrebossats. Les obertures, sis a la façana nord i tres a la façana sud, són senzilles finestretes d'arc de llinda sense cap mena d'ornamentació. A la part posterior de l'església, hi ha un cos adossat amb teulada a doble vessant que fa la funció de sagristia.
L'interior, resol amb una volta de canó de perfil semicircular, està totalment arrebossat amb morter de calç i guix, i en destaquen les decoracions motllurades en guix d'estil neoclàssic de la zona posterior del presbiteri.

## Història
Es considera que aquesta església de Sant Miquel (i anteriorment dedicada a Santa Maria i, més endavant, a la Immaculada Concepció), podria estar bastida sobre el lloc de l'antiga parròquia del castell de Rubió, documentat des del 1018. Si fos així, es correspondria a l'església de Rubió que apareix en la relació de parròquies dels deganat d'Urgell que contribuïren a les dècimes dels anys 1279 i 1280. Així mateix, el capellà de Rubió es consigna en la dècima de la diòcesi d'Urgell del 1391.
El fet que l'edifici actual, bastit el 1829 en estil neoclàssic, conservi encastats a la façana principal el lateral d'un sarcòfag gòtic i dues cartel·les, es considera indicador de l'existència en el mateix lloc del primer edifici, potser romànic o tal vegada gòtic.
La teulada original era de lloses de pedra i es trobava semiderruïda a principis del segle XXI. El 2008, l'edifici fou restaurat per la Diputació de Lleida, amb un nova teulada de teula àrab i consolidació dels murs.